# 黃元鐸
黃元鐸，直隸顺天府大興縣人，清朝政治人物。同进士出身。
雍正元年，登进士，改庶吉士，改兵科給事中。